# 揚げ代
揚げ代（あげだい）は、遊女や芸者を揚屋に呼んで遊ぶときの代金である。

## 概要
始めは遊女の格式によって揚げ代は変わっただけであったが、のちに同じ格式の遊女でも、昼いくら、半夜いくら、宵から朝までいくら、というふうに時間で分けたこともあった。
安永4年の「吉原細見」には、「太夫九十目、格子六十目、散茶金三歩、座敷持三十目、部屋持三十目（片しまひは十五匁）」などとある。
天保14年刊の大坂新町の細見「妻志留志」には「太夫六十九匁、天神三十三匁（朝より暮時迄、尤も昼仕舞と云ふ、十五匁。暮より亥刻迄、尤も宵仕舞と云ふ、二十二匁五分。太鼓より朝まで、尤も泊りと云ふ、十五匁。（花といふ時、一切四匁三分）。芸子二十七匁（花と云ふ時、一切三匁）。太鼓持（揚屋十六匁、茶屋十四匁）。鹿子位送り女郎二十七匁二分（昼仕舞十二匁、一夜揚十七匁六分、宵仕舞十三匁六分、泊り六匁四分、一切一匁六分）。同芸子（昼揚二十二匁、夜揚十三匁六分、一切一匁六分）。同店女郎二十二匁（泊り七匁、一切三匁）。門出揚屋（太夫銀三両、引舟銀二両、天神同断、芸子同断）。同呼屋（送り女郎銀一匁、店女郎同断）。和気十二匁（但し店遊びは六匁）。尤も右の通の直段定は酒料とも也。但し見世遊び一座切等は、酒料別の定め也。」とある。
要するに揚げ代は、始めは遊女の料金について用いられたが、のちに芸妓が出来てからはその場合にも用いられるようになった。